# Прушч Гдањски
Прушч Гдањски (пољ. Pruszcz Gdański) град је у Пољској у Војводству поморском. По подацима из 2012. године број становника у месту је био 28 621.

## Становништво
| 2012.  |
| ------ |
| 28 621 |

## Партнерски градови
- Хофхајм ам Таунус

- Званични веб-сајт